# میون
میون  (Muon)، یا موئون ذره بنیادی این ذرات نیز از خانوادهٔ فرمیون‌ها و گروه لپتون‌ها هستند که دارای اسپین ۱/۲ و بار الکتریکی −۱ e (همانند بار الکترون) و جرمشان 105.6583 (MeV/C2) است که حدود ۲۰۶ برابر جرم یک الکترون می‌باشد. میون‌ها قبلا یک نوع از مزون شناخته می‌شدند اما در فیزیک ذرات بنیادی مدرن چنین چیزی دیگر صحیح دانسته نمی‌شود.
نیمه‌عمر این ذرات حدود ۲.۲ میكروثانیه است که از دیگر لپتون‌ها و مزون‌ها عمر بسیار بیشتری است. چرا که واپاشی این ذرات با استفاده از برهمکنش ضعیف است در حالی که دیگر ذرات با برهمکنش قوی یا الکترومغناطیس فرو می‌پاشند. در اکثر مواقع میون به یک الکترون و حداقل دو نوع از نوترینو واپاشی می‌کند.
میون یک پادذره با نام پادمیون دارد که بار آن +۱ بار بنیادی و اسپین ۱/۲ دارد.
میون‌ها یک ذره بنیادی درنظر گرفته شده و از ذرات بنیادی‌تر ساخته نشده‌اند. موئون با جذب الكترون (و تولید تابش ترمزی) می‌تواند اتم موئونیم (Muonium) را بسازد كه شعاع آن تقریباً برابر با هیدروژن است. به همین دلیل تا به حال این ذرات در اتم دیده نشده‌اند.